# Zale zana
Zale zana är en fjärilsart som beskrevs av Embrik Strand 1917. Zale zana ingår i släktet Zale och familjen nattflyn. Inga underarter finns listade i Catalogue of Life.